# Chiaffredo Mastrella
Chiaffredo Mastrella (Torino, 1885 – ...) è stato un calciatore italiano, di ruolo terzino.

## Carriera
Chiaffredo Mastrella fu un giocatore della prima squadra della Juventus per sei stagioni. Fece il suo esordio nell'eliminatoria piemontese contro la Pro Vercelli il 2 marzo 1908 in un pareggio per 1-1, mentre la sua ultima partita fu nel Derby d'Italia contro l'Inter in una sconfitta per 2-0. In bianconero in totale collezionò 24 presenze senza segnare.

## Statistiche

### Presenze e reti nei club
| Stagione  | Club     | Campionato | Campionato | Campionato | Campionato |
| Stagione  | Club     | Comp       | Pres       | Reti       |            |
| --------- | -------- | ---------- | ---------- | ---------- | ---------- |
| 1905-1906 | Juventus | PC         | 0          | 0          |            |
| 1906-1907 | Juventus | PC         | 0          | 0          |            |
| 1907-1908 | Juventus | PC         | 2          | 0          |            |
| 1908-1909 | Juventus | PC         | 3          | 0          |            |
| 1909-1910 | Juventus | PC         | 9          | 0          |            |
| 1910-1911 | Juventus | PC         | 10         | 0          |            |
| Totale    | Totale   | Totale     | 24         | 0          |            |